# Alexander Mejía
Pour le joueur de baseball, voir Alex Mejia.
Alexander Mejía, né le 11 juillet 1988 à Barranquilla (Colombie), est un footballeur colombien, qui évolue au poste de milieu de terrain.

## Palmarès
- Superliga Colombiana : 2012
- Copa Colombia : 2012, 2013
- Copa Libertadores 2016